# الزاوية (زاوية الشيخ سيدي أحمد الركيبي)
الزاوية هو دُوَّار يقع بجماعة حوزة، إقليم السمارة، جهة العيون الساقية الحمراء في المملكة المغربية. ينتمي الدوّار لمشيخة زاوية الشيخ سيدي أحمد الركيبي التي تضم دوار واحد. يقدر عدد سكانه بـ 38 نسمة حسب الإحصاء الرسمي للسكان والسكنى لسنة 2004.

## روابط خارجية
- البوابة الوطنية للجماعات الترابية
- المندوبية السامية للتخطيط